# Vlastislav
Vlastislav (en allemand : Watislaw) est une commune du district de Litoměřice, dans la région d'Ústí nad Labem, en Tchéquie. Sa population s'élevait à 177 habitants en 2021.

## Géographie
Vlastislav se trouve à 13 km à l'ouest-sud-ouest de Litoměřice, à 20 km au sud-sud-ouest d'Ústí nad Labem et à 56 km au nord-ouest de Prague.

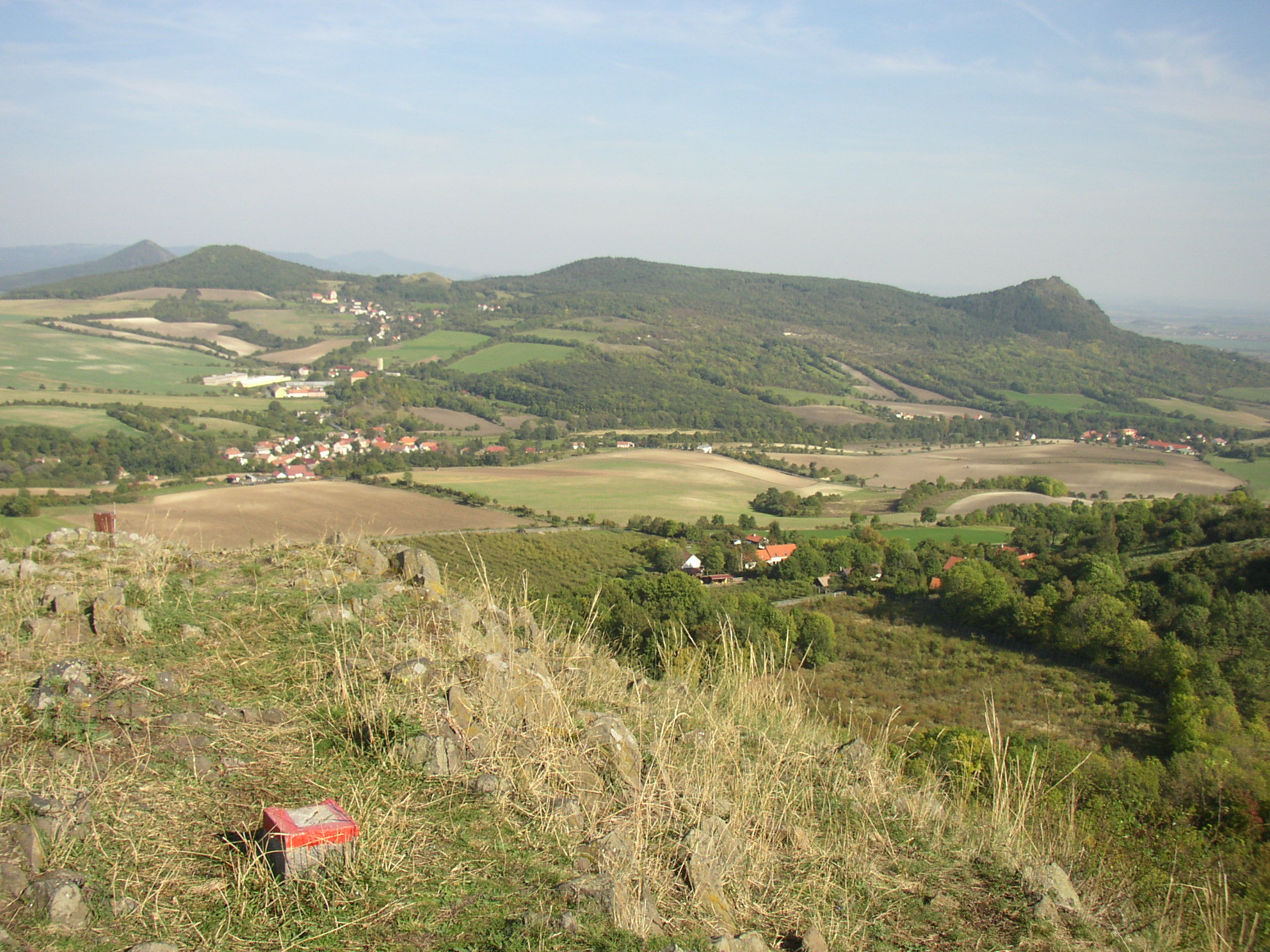

La commune est limitée par Třebenice au nord-ouest et au nord, par Velemín au nord-est, par Třebenice à l'est, et par Podsedice au sud et au sud-ouest.

## Histoire
La première mention écrite du village date de 1184.

## Patrimoine
Chateau de Skalka

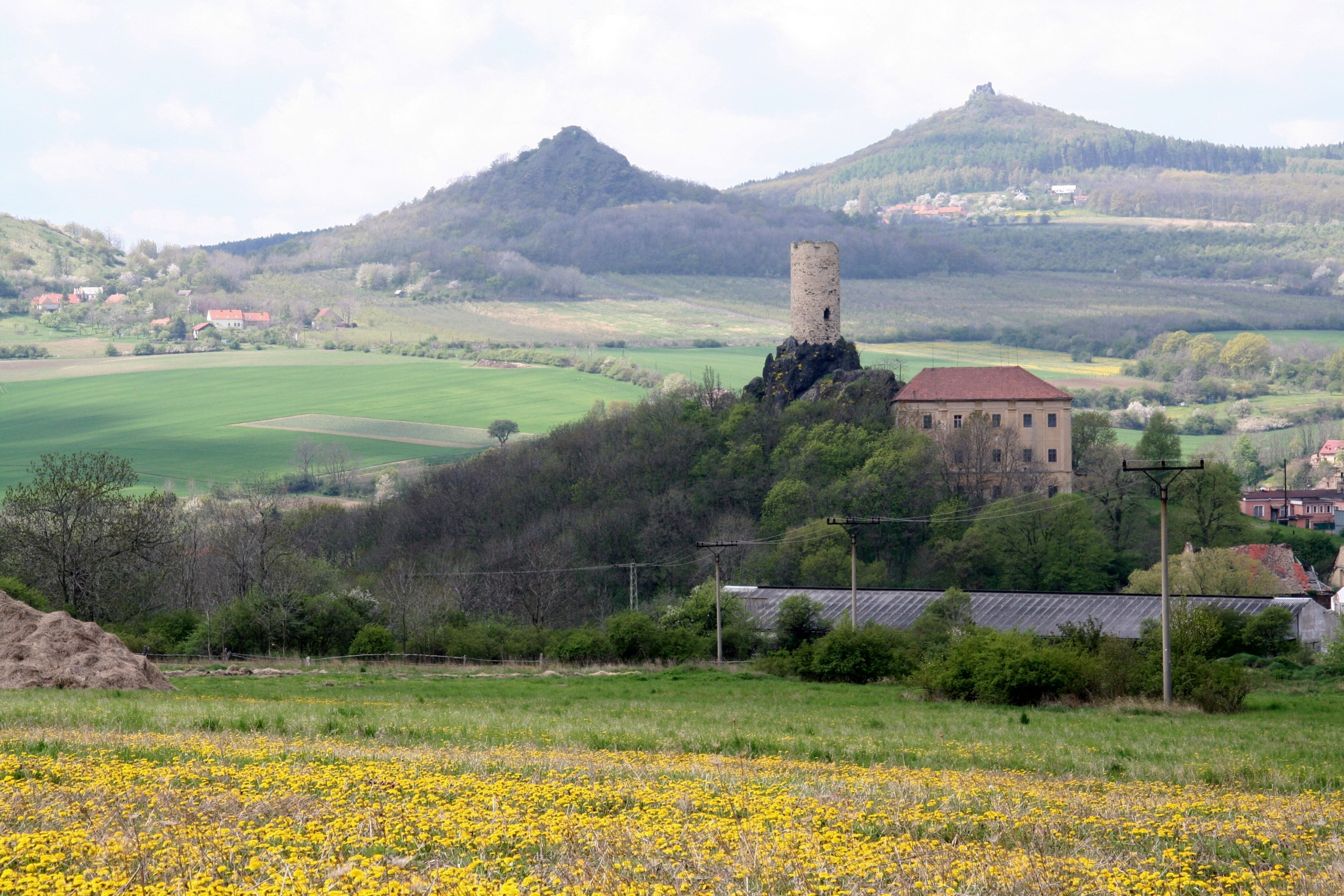
Château de Skalka : vue générale.
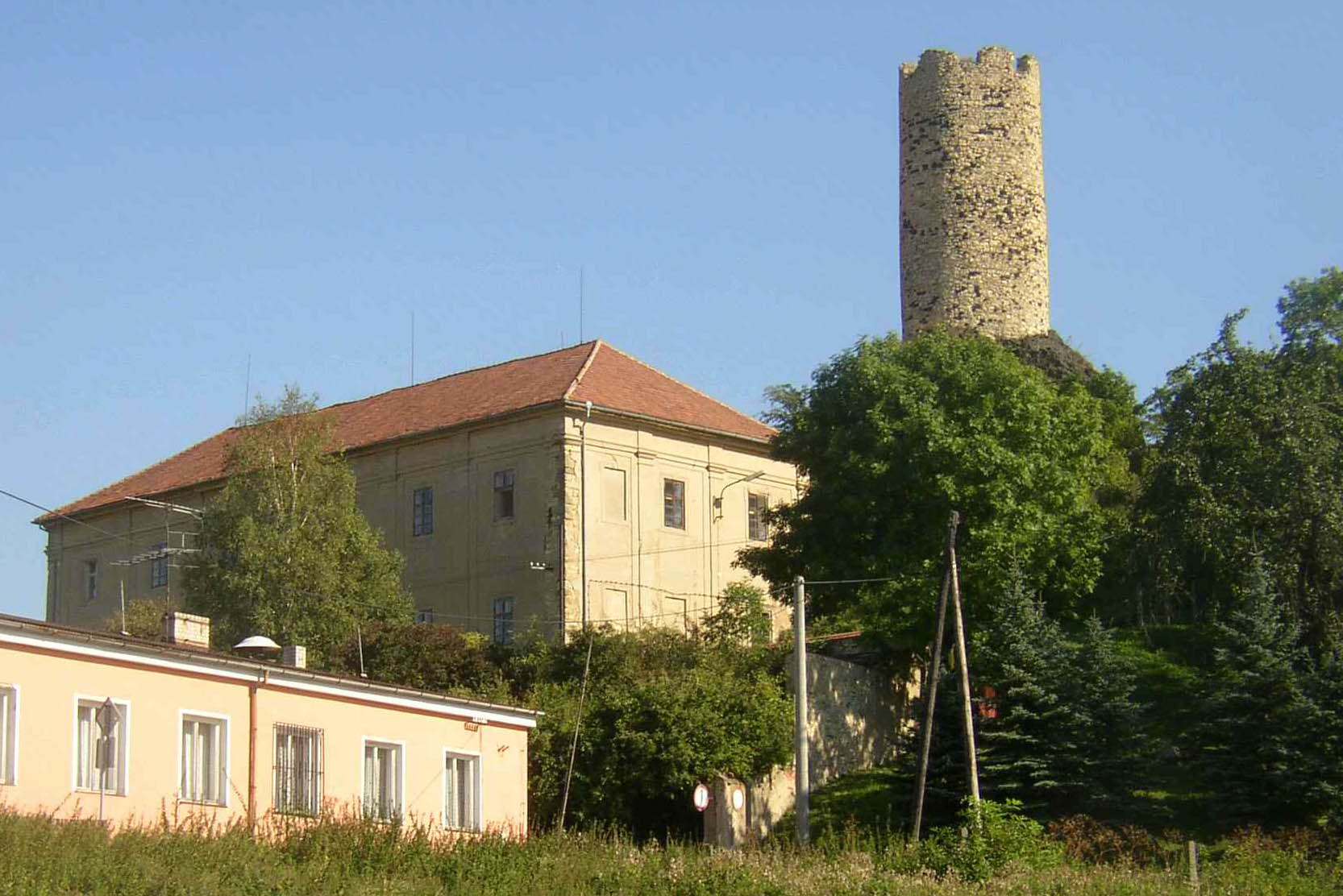
Château de Skalka.

## Transports
Par la route, Vlastislav se trouve à 18,5 km de Litoměřice, à 25 km d'Ústí nad Labem et à 73 km de Prague.

## Personnalité
- Christoph Schönborn (né en 1945 au château de Skalka), ecclésiastique autrichien, dominicain, cardinal, et archevêque de Vienne depuis 1995.,